# Lincoln Custom
La Custom è un'autovettura full-size di lusso prodotta dalla Lincoln dal 1941 al 1942 e nel 1955.

## Storia
Nel primo periodo in cui fu prodotto, il modello appartenne alla fascia alta della gamma della Lincoln. La Custom, infatti, fu lanciata per sostituire la K-Series. Nel 1955, invece, venne lanciata una Custom completamente diversa dalla precedente che faceva però parte della parte più bassa della gamma del marchio.
La Custom derivava dalla Zephyr, che era una vettura compatta con struttura monoscocca avente installato, nel 1941, un motore V12 da 4,8 L di cilindrata. Questo propulsore venne inizialmente montato anche sulla Custom. Nel 1942 a tale motore venne aumentata la cilindrata a 5 L, ed in questa versione, la potenza crebbe a 130 CV. Suddetto motore però soffriva di surriscaldamento e di erosione prematura delle parti meccaniche.
Di Custom ne vennero realizzate due versioni, berlina e limousine, che erano entrambe ad otto posti e a quattro porte. Si distinguevano per la presenza, sulla seconda citata, di un divisorio che separava i passeggeri posteriori dal guidatore e che poteva essere abbassato o alzato elettricamente. Inoltre sulla limousine era utilizzato un differente rivestimento dei sedili. Entrambe le versioni avevano installato un cambio Borg-Warner con overdrive. Nel 1942 vennero introdotti gli alzacristalli elettrici.
Nel 1941 furono prodotti 355 esemplari di berlina e 295 di limousine, mentre nel 1942 vennero commercializzati, rispettivamente, 47 modelli del primo tipo citato e 66 del secondo. Nel 1942 la Custom venne aggiornata e fu dotata di una calandra più larga il cui stile fu utilizzato anche successivamente sui modelli Lincoln prodotti dal 1946 al 1948. Questi cambiamenti furono dettati da analoghe modifiche su modelli Cadillac e Packard che vennero operate pochi anni prima dell'inizio del secondo conflitto mondiale e che portarono ad un aumento delle vendite delle vetture dei due marchi concorrenti.
Nel 1942, la produzione automobilistica degli Stati Uniti venne sospesa con l'entrata in guerra del Paese nel secondo conflitto mondiale e quindi l'assemblaggio della Custom venne interrotto. Gli impianti industriali delle grandi aziende statunitensi furono infatti convertiti nella produzione bellica. A guerra terminata, la produzione della Custom però non riprese.
Un modello di nome Custom fu però reintrodotto successivamente, ma rimase in produzione solo per un anno, il 1955. La nuova Custom era totalmente diversa dall'omonimo modello antenato e venne inserita nella fascia più bassa della gamma Lincoln. Questa nuova Custom era dotata di freni a tamburo. L Custom del 1955 avevas un passo di 3.124 mm, contro i 3.505 mm del modello prodotto dal 1941 al 1942. Era disponibile in due versioni, berlina quattro porte e coupé due porte. Della prima versione ne furono prodotti 2.187 esemplari, mentre della seconda 1.362. Tale Custom aveva installato un motore V8 da 5,6 L che erogava 225 CV. 